# Goemai jezik
Goemai jezik (ankwai, ankwe, ankwei, kemai; ISO 639-3: ank), čadski jezik iz Nigerije koji se govori na područjima država Plateau i Nassarawa. 200 000 govornika (1995). Upotrebljava se i u radio programima. Pismo: latinica.  
U upotrebi je i hausa [hau].

## Vanjske poveznice
- Ethnologue (14th)
- Ethnologue (15th)